# Estació de Villers-Brettoneux
L'estació de Villers-Brettonneux és una estació ferroviària situada al municipi francès de Villers-Bretonneux (al departament del Somme).
És servida pels trens del TER Picardie.
| Provinença | Estació anterior | Línia        | Estació següent | Destinació    |
| ---------- | ---------------- | ------------ | --------------- | ------------- |
| Amiens     | Blangy-Glisy     | TER Picardie | Marcelcave      | Saint-Quentin |
| Amiens     | Blangy-Glisy     | TER Picardie | Marcelcave      | Reims         |